# Rudolph Habsburg-Lothringen
Rudolph Habsburg-Lothringen (* 5. September 1919 in Prangins, Schweiz; † 15. Mai 2010 in Brüssel; geboren als Rudolph Syringus Peter Karl Franz Joseph Robert Otto Antonius Maria Pius Benedikt Ignatius Laurentius Justiniani Marcus d’Aviano) war das sechste Kind des letzten Kaisers von Österreich Karl I. und Zita von Bourbon-Parma.

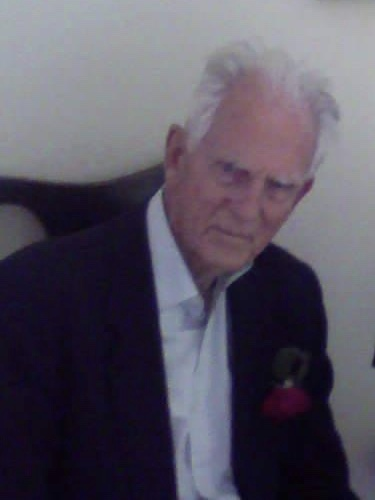
Rudolph Habsburg-Lothringen (2008)

## Leben

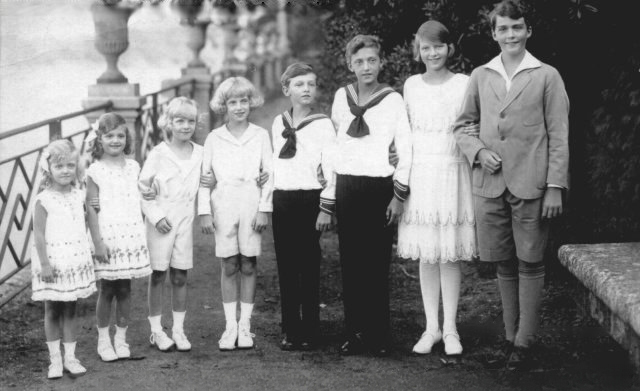
Rudolph Habsburg-Lothringen (3. von links) als Kind mit seinen Geschwistern

Rudolph, benannt nach dem römisch-deutschen König Rudolf I. verbrachte seine Kindheit im Exil, unter anderem auf der Insel Madeira. Nach dem Tod des Vaters im Jahr 1922 wohnte die Familie in Belgien. Wegen der deutschen Invasion 1940 floh die Familie nach Kanada, wo Rudolph an der Université Laval in Québec Wirtschafts- und Sozialwissenschaften studierte.
Nach Angaben der Familie Habsburg wurde Rudolph Habsburg-Lothringen im Auftrag der US-Armee unter einem Decknamen nach Österreich geschickt, wo er am österreichischen Widerstand beteiligt gewesen sein soll. Nach dem Krieg arbeitete er in der Finanzwirtschaft an der Wall Street, leitete eine Kaffeeplantage im Belgisch-Kongo und wurde Bankdirektor in Belgien.
Am 22. Juni 1953 heiratete er in Tuxedo Park, New York, die Russin Xenia Sergejewna Czernichew-Besobrasow (* 11. Juni 1929 in Paris). Sie kam am 20. September 1968 bei einem Autounfall in Casteau, seit 1977 Ortsteil der belgischen Gemeinde Soignies, ums Leben, bei dem auch ihr Mann Rudolph Habsburg-Lothringen schwer verletzt wurde. Gemeinsam hatte das Ehepaar vier Kinder. 1971 ehelichte er die Deutsche Anna Gabriele Prinzessin von Wrede (* 1940), mit der er eine Tochter hatte.
Im März 1970 unterzeichnete Rudolph Habsburg als Vertreter der Familien Habsburg-Lothringen in der Schweiz mit der Kirchenpflege Muri den „Vertrag über die Errichtung einer Habsburger Familiengruft in der Loretokapelle“ im ehemaligen Kloster Muri in der Schweiz. Nach dem Tod seiner Mutter 1989 war er für die Organisation ihrer Einbalsamierung im Kantonsspital Graubünden sowie ihre Herzbestattung in dieser Familiengruft verantwortlich.
Das Grab von Rudolph Habsburg-Lothringen liegt wie jenes von Xenia und seines Sohnes Johannes in der Familiengruft der Habsburger in der Loretokapelle des Klosters Muri, in der Nähe der Burg Habsburg.

## Verwaltungsgerichtshofbeschwerde
1979 brachte Habsburg-Lothringen eine Beschwerde beim Verwaltungsgerichtshof (VwGH) wegen des Habsburgergesetzes vom 10. April 1919 ein. Da er als Angehöriger der ehemals regierenden Familie Habsburg nach Verkündigung des Gesetzes geboren war, sei er davon ausgenommen und unterliege daher auch ohne Thronverzicht nicht mehr der Landesverweisung.
Der VwGH gab dem Beschwerdeführer im Februar 1980 recht und bekräftigte seinen Standpunkt von 1963 im Fall von Otto Habsburg-Lothringen, wonach es „ein selbstverständlicher Auslegungsgrundsatz [ist], daß ein Ausnahmegesetz, das ein allgemeines Rechtsprinzip durchbricht, nicht ausdehnend interpretiert werden darf“.